# Evelyn Pierrepont, I duca di Kingston-upon-Hull
Evelyn Pierrepont, I duca di Kingston-upon-Hull (West Dean, 1665 circa – Londra, 5 marzo 1726), è stato un politico e nobile inglese.

## Biografia
Evelyn Pierrepont era figlio terzogenito di Robert Pierrepont, di Thoresby, nel Nottinghamshire  (a sua volta figlio di William Pierrepont), e di sua moglie, Elizabeth Evelyn (figlia di John Evelyn).
Divenne membro del parlamento inglese per la circoscrizione elettorale di East Retford prima della nomina a conte di Kingston-upon-Hull nel 1690. Fu membro di una delle commissioni parlamentari incaricate di seguire l'unione personale dei regni di Scozia e Inghilterra e fu nominato marchese di Dorchester nel 1706. Nel 1715 divenne consigliere privato e quindi duca di Kingston-upon-Hull; successivamente fu Lord Privy Seal e Lord President of the Council. Fu una delle figure chiave della società inglese del suo tempo.

## Matrimonio e figli
In prime nozze sposò nel 1687 lady Mary Feilding, una delle figlie di William Feilding, III conte di Denbigh e di sua moglie Mary King. La coppia ebbe tre figlie e un figlio:
- Mary Pierrepoint (m.  1762), sposò il diplomatico Edward Wortley-Montagu
- Frances Pierrepont (m. 1761), sposò John Erskine, conte di Mar
- Evelyn Pierrepont (m. 1727), sposò John Leveson-Gower, I conte Gower, e fu madre di Gertrude, duchessa di Bedford
- William Pierrepont, conte di Kingston-upon-Hull, morì di vaiolo all'età di 20 anni nel luglio del 1713. Questi si era sposato ed aveva avuto una figlia, Frances (m. 1795) e un figlio Evelyn.

In seconde nozze, Evelyn sposò lady Isabella Bentinck, figlia di William Bentinck, I conte di Portland, nel 1714. La coppia ebbe due figlie:
- Caroline Pierrepont (m. 1753), sposò Thomas Brand (senior), deputato
- Anne Pierrepont (1719–1739)

Alla sua morte gli succedette suo nipote Evelyn, figlio di William.